# Râmnicelu (okręg Buzău)
Râmnicelu – wieś w Rumunii, w okręgu Buzău, w gminie Râmnicelu. W 2011 roku liczyła 3491 mieszkańców.
Do 1964 roku miejscowość nosiła nazwę Obidiți.